# Der König David Bericht
Der König David Bericht ist ein Roman des deutschjüdischen Schriftstellers Stefan Heym, der 1972 zunächst in einer westdeutschen Ausgabe erschien und 1973 auch in der DDR. Heym verfasste den Roman zunächst auf Englisch als The King-David-Report und übersetzte ihn sodann selbst ins Deutsche. Er verarbeitet Stoffe aus dem Tanach über David und dessen Königtum.

## Handlung
Der König David Bericht behandelt in 26 Kapiteln eine entscheidende Lebensphase des Autors und Historikers Ethan ben Hoshaja aus der Stadt Esrah („Ethan, der Esrahiter“ wird zweimal in der Bibel erwähnt -1. Könige 5:11 [bzw. 4:31 nach der Zählung der Vulgata] und Psalm 89:1), der als „Redaktor“ von König Salomo gezwungen wird zur Ausarbeitung des Einen und Einzigen Wahren und Autoritativen, Historisch Genauen und Amtlich Anerkannten Berichts über den Erstaunlichen Aufstieg, das Gottesfürchtige Leben, sowie die Heroischen Taten und Wunderbaren Leistungen des David ben Jesse, Königs von Juda während Sieben und beider Juda und Israel während Dreiunddreißig Jahren, des Erwählten Gottes [!] und Vaters von König Salomo.
Ethan wird in eine Kommission aus hochrangigen Staatsvertretern berufen, jedoch erhält er kein Stimmrecht. Die weiteren Mitglieder sind der Kanzler Josaphat, der Heerführer Benaja, der Prophet Nathan, der Priester Zadok und die Schreiber Elihoreph und Ahija. Bei seinen Recherchen für den Bericht wertet Ethan Dokumente wie etwa Tontäfelchen aus Davids Herrschaftszeit aus. Außerdem spricht er mit noch lebenden Zeitgenossen Davids, darunter Bath-sheba, der Mutter Salomos, oder Davids Frau Michal, aber auch Wahrsagerinnen, Huren und Soldaten.
Ethan erfährt aus Quellen und Gesprächen, dass David nicht der glanzvolle König war, den Salomo in dem Bericht dargestellt haben möchte. Das Geschichtsbild, das sich der Historiker von David macht, zeigt einen Machtmenschen, der zum Erreichen seiner politischen Ziele bedenkenlos Menschenleben opferte. David verübte Verbrechen unter dem Vorwand, in göttlichem Auftrag zu handeln. Zum ambivalenten Charakter des Königs gehörte auch, dass er von seinen Leidenschaften getrieben wurde.
Obwohl Ethan seine Erkenntnisse über David in seinem Bericht nur verdeckt andeutet, zieht er das Misstrauen der Kommissionsmitglieder auf sich. Diese erkennen, dass Ethan durch sein Wissen die heroische Darstellung Davids gefährden kann, und machen ihm wegen Hochverrats den Prozess. In einem salomonischen Urteil verurteilt König Salomo den Schreiber nicht zum Tode; stattdessen soll der Bericht totgeschwiegen, sein Urheber verbannt und sein Name vergessen werden – bis auf die Nennung als Verfasser von Psalm 89, da Salomo diesen Psalm für nicht gelungen hält. Salomo nimmt Lilith, eine der drei Frauen Ethans, bei Hofe auf, und gibt obendrein ein Liebeslied, das Ethan für Lilith gedichtet hat, als sein eigenes Werk („Das Hohe Lied Salomos“) aus.

## Interpretation
Der König David Bericht lässt sich – wie Heyms gesamtes literarisches Engagement in den 60er- und 70er-Jahren – in mehrere Richtungen deuten. Der erste Schwerpunkt liegt in der Auseinandersetzung mit der Macht und ihrem Missbrauch, wie er sich auch im Roman Lassalle zeigte.
Den zweiten Schwerpunkt bildet die Stalinismus-Kritik und die Forderung nach Aufarbeitung der Vergangenheit. Besonders im Westen sahen viele Rezensenten im Roman deutliche Bezüge zur Gegenwart und interpretierten das Werk hauptsächlich als Abrechnung mit dem Stalinismus. Außer dem König David Bericht sind die Romane Die Architekten, den Heym bis 2000 unter Verschluss hielt, und Collin diesem Komplex gewidmet.
Der dritte Schwerpunkt liegt im Kampf um die Veröffentlichung der vom Regime abgelehnten Bücher – und damit im Streit um Meinungsfreiheit und Menschenrechte im Sozialismus.
Der vierte Schwerpunkt ist das jüdische Thema. Heym engagierte sich in der DDR unbeirrt im deutsch-jüdischen Bereich, indem er sich von der DDR aus im Westen zum Beispiel zum Nahost-Konflikt äußerte.

„Wenn Sie ein Buch von mir lesen, glaube ich nicht, daß Sie sagen werden, das muß ein Jude geschrieben haben. Es kann genausogut ein Nichtjude geschrieben haben. Andererseits, den König-David-Bericht und andere Bücher dieser Art können eben nur jüdische Schriftsteller geschrieben haben, die den Geist eines Menschen wie David oder Ahasver oder auch Jesus aus der Geschichte der Juden heraus begreifen können, aus der Geschichte einer ständig unterdrückten Minderheit.“

## Adaptationen
- A krónikás [Der Chronist], Rockoper von Gábor Kemenéy, Tibor Kocsák und Tibor Miklós. Ungarn, 1984.[4]
- Der König David Bericht, Hörspielbearbeitung von Götz Fritsch und Robert Baldowski. Mitteldeutscher Rundfunk, 1995.[5]
- Sefer ha-Melekh David [des König David Buch], Theaterschauspiel von Roee Chen. Israel, 2016.[6]